# Федьковская (Няндомский район)
Федьковская — деревня в Няндомском районе Архангельской области.

## География
Находится в юго-западной части Архангельской области на расстоянии приблизительно 41 км на север по прямой от административного центра района города Няндома к востоку от озера Ильинское (озеро, расположенное к западу от станции Лельма).

## История
В 1873 году здесь было учтено 13 дворов, в 1905 — 25. Тогда деревня входила в Каргопольский уезд Олонецкой губернии. До 2022 года входила в Шалакушское сельское поселение до его упразднения.

## Население
Численность населения: 93 человека (1873 год), 132 (1905), 2 (русские 100 %) в 2002 году, 1 в 2010.